# Вавилон (Цілком таємно)
Вавилон (англ. Babylon) — 5-й епізод десятого сезону серіалу «Цілком таємно». Прем'єра в мережі «Фокс» відбулася 15 лютого 2016 року. Під час початкового ефіру в США його переглянули 7.07 мільйона глядачів.

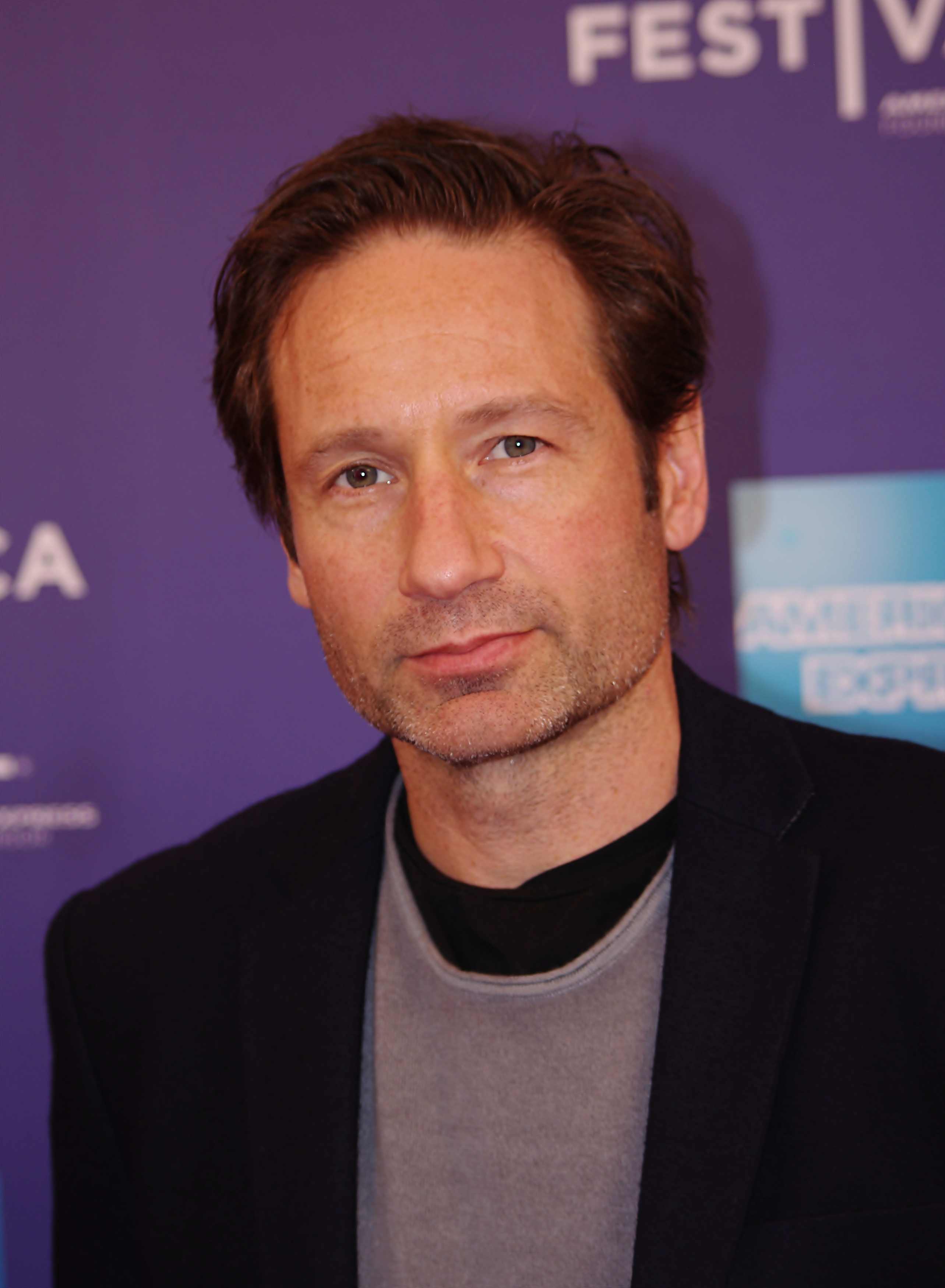

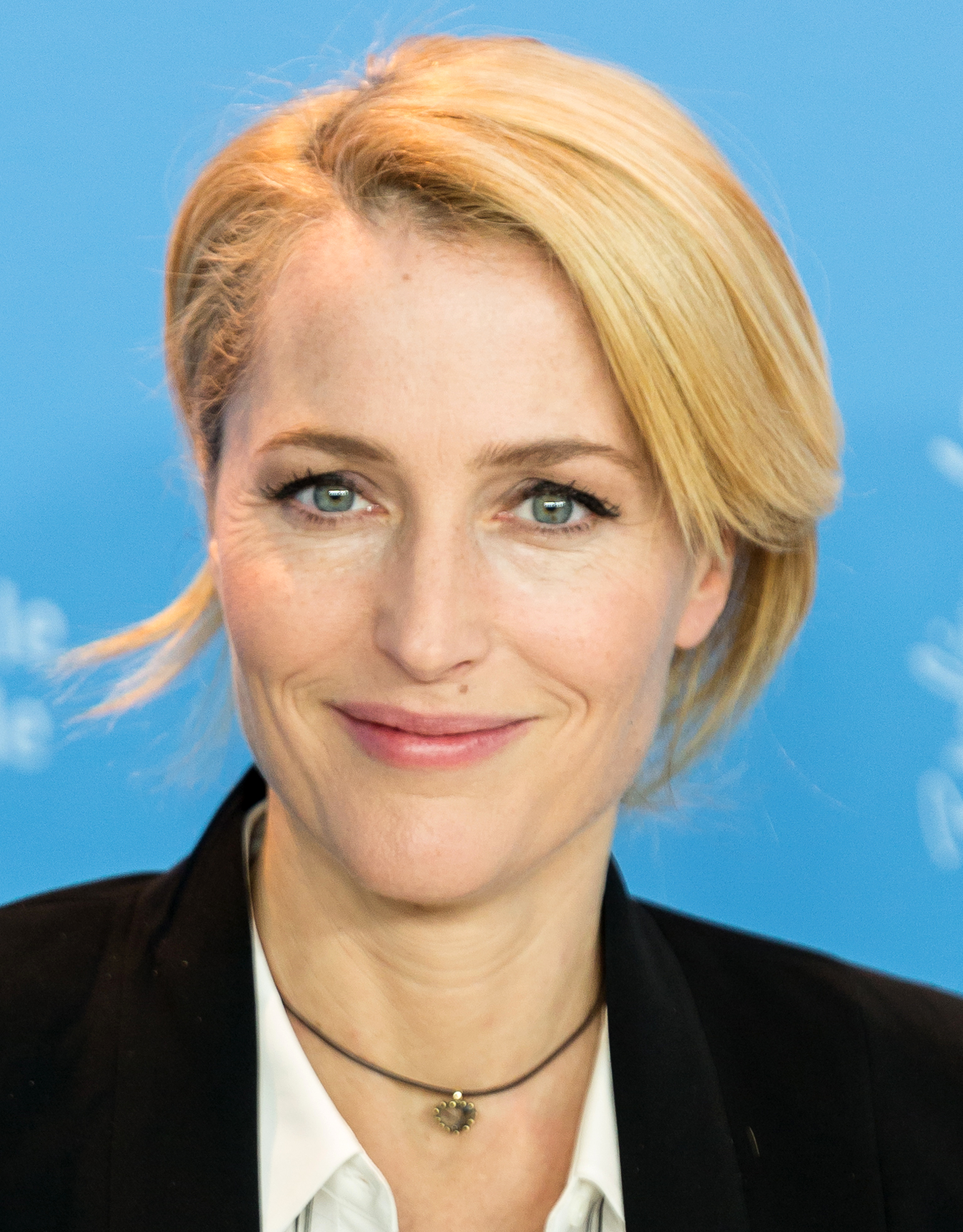

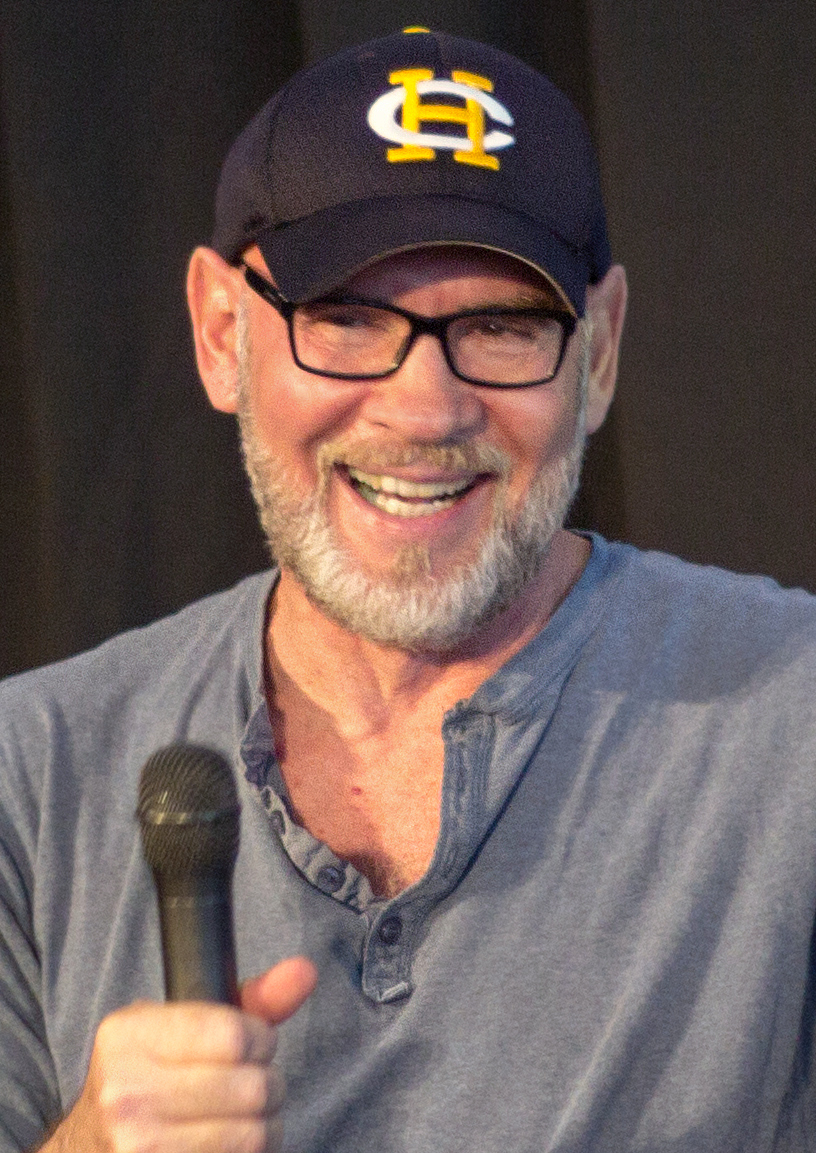

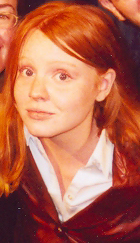

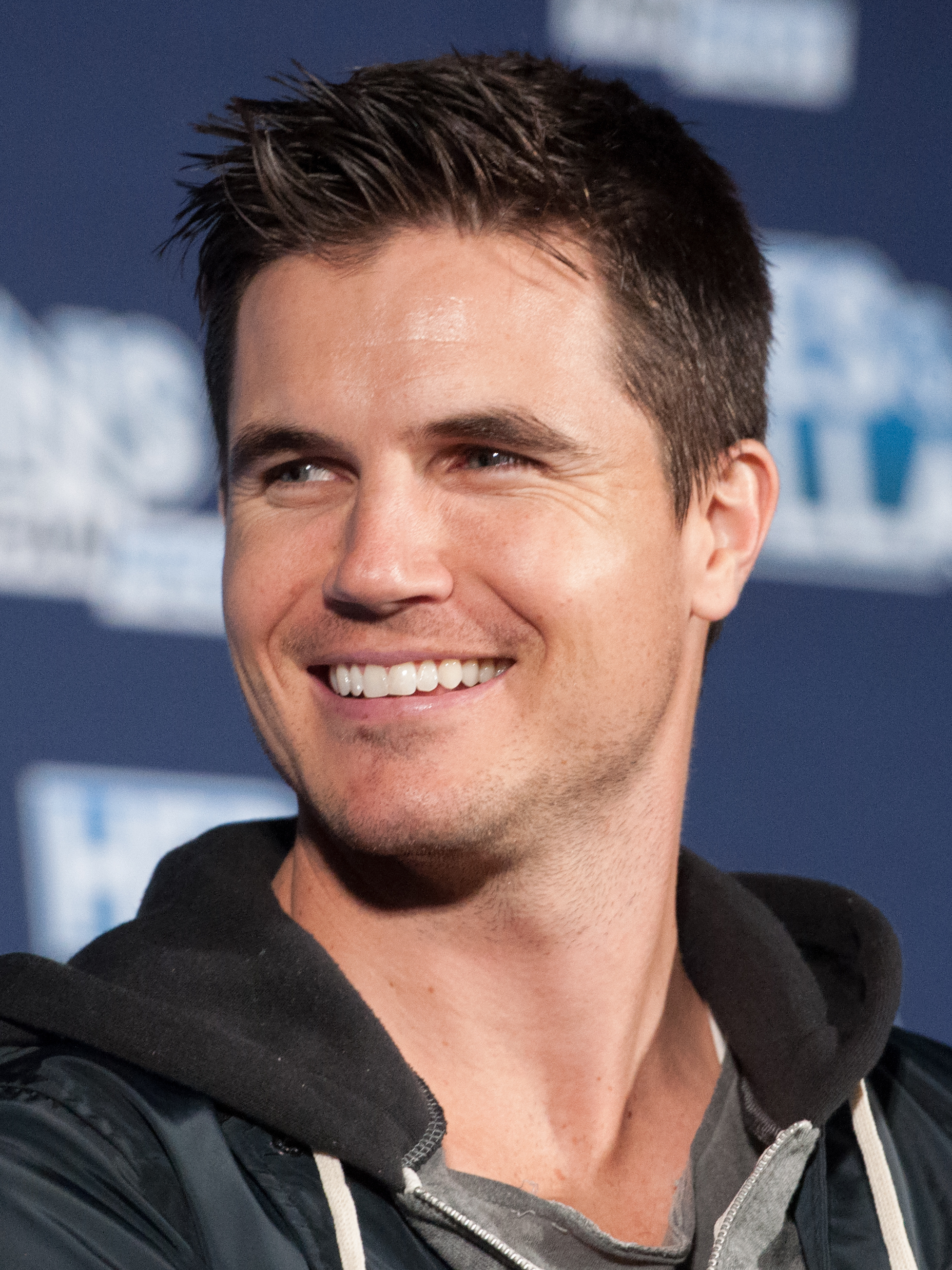

Спеціальні агенти ФБР намагаються встановити контакт з підривником, який знаходиться в коматозному стані. Коли Скаллі шукає інструменти в неврології, Малдер спирається на містику і зважується на відчайдушний крок. За діяльністю досвідчених агентів спостерігають молоді, яких теж мучать думки сумніву.

## Зміст
Істина поза межами досяжного
На південному заході Техасу юнак-мусульманин молиться та займається повсякденними справами. Поїхавши в мотель, щоб зустрітися з товаришем, вони прямують до художньої галереї «Зикурат». Там згодом з'ясовується, що демонструються суперечливі зображення Магомета, які вважаються образливими для мусульман. Перш ніж вийти з автомобіля, вони беруться за руки і читають молитву, а потім йдуть у галерею — яка незабаром після цього вибухає.
Малдер каже при розслідуванні цієї справи — свідки вказували на звучання дивне — ніби Єрихонської труби. Один із чоловіків, який вважається терористом-смертником разом зі своїм другом, виживає, але є недієздатним у вегетативному стані. Тим часом інші підривники планують ще одну атаку.
Повернувшись у Вашингтон, Малдер і Скаллі зустрічають агентів Міллера та Ейнштейн, молодших агентів-«двійників» (віра і скепсис), але Міллер більш екстремальний. Четверо агентів під час розумувань перескакують з теми на тему — зачіпаючи і твори мадам Блаватської. Поки молоді агенти збираються їхати розгадувати вибух у Техасі, Малдер просить Ейнштейн (замість Скаллі через нещодавню втрату матері — вона теж перебувала в комі) зустрітися з ним, а Дейна зустрічається з Міллером у Техасі.
Стосунки Малдера та Ейнштейн починаються непросто через надзвичайний скептицизм агентки. Скаллі та Міллер добре ладнають, але стикаються з фанатичними агентами внутрішньої безпеки, які намагаються змусити їх замовкнути. Агенти намагаються знайти спосіб зв'язатися з підривником у коматозному стані. Міллер, який працював з ФБР в Іраці, намагається поговорити з ним арабською мовою, а Скаллі перевіряє його ЕЕГ на предмет підсвідомої реакції.
Прибувши до Техасу, Малдеру спадає на думку поспілкуватися з безтямним підривником. В будівлі оголошується тривога терористичного акту — всі евакуюються а медсестра відключає смертника від системи життєзабезпечення. Входять Фокс і Ейнштейн — медсестра швидко його підключає. Ейнштейн дає Малдеру псилоцибінові гриби, Фокс перебуває «під кайфом». Він заходить у «Родео-бар», де танцює, і втрачає свідомість, побачивши серед натовпу «Самотніх стрільців». У своїх видіннях Малдер перебуває на кораблі, і його б'є нагайкою Курець. Він бачить коматозного чоловіка на руках у матері. Підривник розмовляє з Малдером арабською.
Малдер прокидається в лікарні, і Скіннер його шпетить. Ейнштейн розповідає, що вона дала Малдеру плацебо ніацин, незважаючи на заперечення Фокса — враховуючи його сильний і глибокий досвід. Пізніше Малдер бачить матір Нору терориста Шираза, сподіваючись, що її присутність розбудить його. Однак чоловік гине. Агент Міллер запитує Малдера про його сни, намагаючись пригадати, що Малдер каже: «Babil al funduq», що виявляється назвою готелю, де ховаються інші терористи — «Babylon Hotel». Агенти спецназу ФБР прибувають до готелю і захоплюють терористів.
Пізніше у розмові зі Скаллі Малдер ставить під сумнів людську природу та її вірування. Але чує гучний звук труб — що свідчить про те, що це голос Бога.
Найпрекрасніші речі ми знаходимо у таємниці

## Зйомки
В епізоді розповідається про повернення «Самотніх стрільців» (Тома Брейдвуда, Брюса Гарвуда та Діна Гаглунда), про яке було оголошено в липні 2015 року. Оскільки героїв «вбили» в дев'ятому сезоні, було невідомо, як вони виглядатимуть. Кріс Картер пояснив, що не буде посилатися на комікси 10 сезону «Секретних матеріалів», де «Самотні стрільці» інсценували свою смерть. Поява «Самотніх стрільців» була майже скасована, оскільки кастингові агенти не змогли знайти Діна Гаглунда після того, як він переїхав до Сіднея. Гаглунд дізнався про його пошуки від Брюса Гарвуда на конгресі в Коннектикуті. В епізоді вони з'являються в галюцинаціях Малдера.
У липні 2015 року також було оголошено про кастинг Лорен Емброуз і Роббі Амелла на ролі агентів Ейнштейн і Міллера. Ерік Брекер, який грає агента Брема в епізоді, раніше з'являвся як кілька різних персонажів у різних серіях — «Апокрифи», «Демони», «Емілі» та «Різдвяна пісня».

## Показ і відгуки
Під час початкової трансляції в США 15 лютого 2016 року його переглянули 7,07 мільйона глядачів — зменшення від 8,31 мільйона глядачів з попереднього тижня.
«Вавилон» був зустрінутий неоднозначними відгуками критиків і зіткнувся з суперечками через звинувачення в ісламофобії серіалу через негативне зображення мусульман та ісламських вірувань. На «Rotten Tomatoes» епізод отримав 69 % схвалення та середній бал 6,54/10. У консенсусі сказано: «Недбалий „Вавилон“ є невдалим спотиканням, але спілкування Малдера та Скаллі все одно дає фанатам достатній стимул налаштуватися на перегляд». Кейт Уліх, оглядач «Vulture», надав епізоду оцінку 4 із 5 і зазначив: «На перший погляд, я вважаю, що ця історія надзвичайно неприємна. Але другий перегляд викликав у мене приголомшене захоплення. Правда, безперечно, десь посередині». Зак Гендлен з «The A.V. Club» відзначив епізод «B» і написав: «Бажання вірити — це, мабуть, найпотужніший наркотик, який існує, і він може творити хаос чи дива, або щось середнє. У найкращому вигляді, „Вавилон“ знаходиться десь посередині між цими двома полюсами».
Станом на серпень 2022 року на сайті «IMDb» серія отримала 5.3 бала підтримки з можливих 10 при 5270 голосах користувачів. Оглядач Метт Фаулер для «IGN» писав так: «Творець Кріс Картер повернувся як сценарист/режисер цього передостаннього розділу, „Вавилон“ — веселий баланс між дивними трюками та веселощами. І мені сподобалось. Здебільшого тому, що загалом я ніколи не знав, куди прямує „Вавилон“. Ці терористи були підставлені? Чи було щось надприродне в їхній цілі чи методі підриву? Що мало бути тут головним гачком?»
В огляді для «Den of Geek» Джульєтт Гаррісон відзначила: «Другий тиждень поспіль „Секретні матеріали“ чудово беруть участь у другому сезоні „Одного дихання“, в якому Мелісса Скаллі, сестра Дейни, допомагає Малдеру спілкуватися з підсвідомою Скаллі за допомогою духовних засобів. Гнів Малдера, викликаний попередніми міфологічними епізодами, „Двейн Баррі“ та „Сходження“, заважав йому спочатку зв'язатися зі Скаллі. Але, можливо, досвід додав Малдеру впевненості в застосуванні цього „альтернативного“ методу»" Оглядач Зак Гендлен для «The A.V. Club» зазначив так: «Зараз мені подобається легке товариське спілкування між Малдером і Скаллі. Вони просто так комфортно усвідомлюють один одного і те, що вони представляють. Я забув згадати про це минулого тижня, але Малдер, який розраджував Скаллі в її горі, був однією з найкращих частин того епізоду. А час, проведений разом, є найкращим аргументом для повернення цього серіалу». В огляді для «IndieWire» Ліз Шеннон Міллер зазначила: «Оскільки цей епізод був написаний Крісом Картером, тут не бракує промов (і розділів діалогу, які схожі на промови), насичених термінологією, теоріями та посиланнями на заздалегідь встановлені факти. Але що пробурмотіла навмання Скаллі було… можливо, не найнезграбнішим діалогом, але точно найдивнішим. Чи ставлення Скаллі до мусульманської концепції раю, проведеного з 72 дівами, є ісламофобією? Це справді брудний жарт? Це те, що насправді написав Картер, чи рекламна бібліотека Джилліан Андерсон? Тут у нас немає відповідей. Ми просто знаємо, що це було дивно».

## Знімалися
| Актор             | Роль                    |
| ----------------- | ----------------------- |
| Девід Духовни     | Фокс Малдер             |
| Джилліан Андерсон | Дейна Скаллі            |
| Мітч Піледжі      | Волтер Скіннер          |
| Лорен Емброуз     | агентка Ейнштейн        |
| Роббі Амелл       | агент Міллер            |
| Стівен Лобо       | Чоловік в піджаку       |
| Джанет Кіддер     | Медсестра               |
| Гаррі Халк        | Мед Дог                 |
| Вільям Брюс Девіс | Курець                  |
| Брюс Гарвуд       | Джон Фіцджеральд Гарвуд |
| Том Брейдвуд      | Мелвін Фрогікі          |
| Дін Гаглунд       | Річард Ленглі           |